# Powiat kamiennogórski
Powiat kamiennogórski – powiat w Polsce, położony w południowej części województwa dolnośląskiego. Jego siedzibą jest miasto Kamienna Góra.

## Podział administracyjny
Powiat kamiennogórski powstał 1 stycznia 1999 roku wskutek reformy administracyjnej, której jednym z aspektów było wprowadzenie powiatów jako drugiego szczebla administracji, pomiędzy województwami i gminami.
Został stworzony z części znoszonego województwa jeleniogórskiego. Terytorium powiatu zostało określone w kształcie zmniejszonym w stosunku do tego, jaki posiadał on przed swoją likwidacją w 1975 roku. Wchodząca wówczas w jego skład gmina Czarny Bór została włączona w 1999 roku w skład powiatu wałbrzyskiego, zaś tereny zniesionej w 1976 roku gminy Krzeszów dołączyły do powiatu w ramach gminy Kamienna Góra.
Z powiatem kamiennogórskim graniczą jednostki:
- powiat jaworski od północy,
- powiat wałbrzyski od wschodu,
- powiat karkonoski od zachodu.

Dodatkowo, powiat graniczy od południa z krajem hradeckim w Czechach.
W skład powiatu wchodzą 4 gminy: 1 miejska, 1 miejsko-wiejska oraz 2 wiejskie. Na jego terenie położone są 2 miasta: Kamienna Góra oraz Lubawka.
| Gmina   | Gmina           | Gmina | Gmina         | Pow. (2025) | Ludność (2024) | Siedziba      |
| TERYT   | Typ             | Nazwa | Nazwa         | Pow. (2025) | Ludność (2024) | Siedziba      |
| ------- | --------------- | ----- | ------------- | ----------- | -------------- | ------------- |
| 0207011 | miejska         |       | Kamienna Góra | 18,04       | 16 838         | —             |
| 0207022 | wiejska         |       | Kamienna Góra | 158,06      | 8816           | Kamienna Góra |
| 0207033 | miejsko-wiejska |       | Lubawka       | 138,06      | 10 004         | Lubawka       |
| 0207042 | wiejska         |       | Marciszów     | 81,56       | 4217           | Marciszów     |

W 2019 roku doszło do nieudanej próby zmiany granic powiatu; władze gminy Marciszów złożyły do MSWiA wniosek w sprawie przyłączenia części miejscowości Jaczków z gminy Czarny Bór w powiecie wałbrzyskim o powierzchni 0,4 ha, przylegającej do wsi Sędzisław.

## Pokrycie terenu
Powiat kamiennogórski według danych z 2025 roku zajmował powierzchnię 395,72 km², co stanowiło 2,0% powierzchni województwa dolnośląskiego. Jest najmniejszym powiatem w województwie oraz jednym z najmniejszych w całym kraju; pod względem powierzchni zajął 302. lokatę wśród 314 powiatów Polski. Największą część powierzchni powiatu zajmowały grunty rolne (53,1%) oraz leśne (39,2%). Zabudowanych i zurbanizowanych było 6,5% terenów, zaś pod wodami znajdowało się ich 1,0%.
|  |

## Demografia
Według stanu z dnia 31 grudnia 2024 roku w powiecie kamiennogórskim zamieszkiwało 39 875 mieszkańców: 20 479 kobiet (51,4% ludności) i 19 396 mężczyzn (48,6%), czyli 1,4% ludności województwa dolnośląskiego. Gęstość zaludnienia w powiecie wyniosła 101 osób na km². Powiat kamiennogórski zajął w 2024 roku 24. miejsce spośród 26 powiatów w województwie oraz 274. lokatę wśród 314 powiatów Polski.
Wskaźnik urbanizacji wyniósł 55,9%; w miastach w tym dniu mieszkało 22 307 osób, zaś na wsi 17 568 osób.
|  |

|  |  |

## Gospodarka
W końcu listopada 2019 liczba zarejestrowanych bezrobotnych w powiecie obejmowała ok. 0,7 tys. mieszkańców, co stanowi stopę bezrobocia na poziomie 5,6% do aktywnych zawodowo.

## Transport

### Transport drogowy
Sieć drogowa na obszarze powiatu:

Ukształtowanie powierzchni powiatu kamiennogórskiego z warstwicami oraz ważniejszymi wierzchołkami (wzniesieniami).

- Droga ekspresowa S3 (wg stanu na 2020 r. w budowie), odcinek Kamienna Góra Północ - Lubawka (granica Państwa) oddany do użytku 29.09.2023[18]
- Droga krajowa nr 5,
- Droga wojewódzka nr 367,
- Droga wojewódzka nr 368,
- Droga wojewódzka nr 369,
- drogi powiatowe i gminne.

Według stanu na 2016 r., w powiecie było zarejestrowanych 26 942 samochodów, w tym 22 056 samochodów osobowych

### Transport kolejowy
Na terenie powiatu są czynne linie kolejowe zarządzane przez PKP Polskie Linie Kolejowe:
- nr 274 Wrocław Świebodzki – Zgorzelec,
- nr 298 i 299 Sędzisław – Kamienna Góra – Lubawka.

### Publiczny transport zbiorowy

#### Transport kolejowy
Według stanu na 2020 r. połączenia pasażerskie zapewniają PKP Intercity i Polregio (linia nr 274) oraz Koleje Dolnośląskie (pozostałe linie).
Linia kolejowa przez Kamienną Górę jest obsługiwana we współpracy Kolei Dolnośląskich z GW Train Regio.

#### Transport autobusowy
W 2010 roku powiat przejął od Skarbu Państwa 100% udziałów w Przedsiębiorstwie Państwowej Komunikacji Samochodowej w Kamiennej Górze.

## Starostowie kamiennogórscy
Na podstawie źródła:
- Marian Kachniarz (6 listopada 1998 – 1 grudnia 2006)
- Leszek Jaśnikowski (1 grudnia 2006 – 17 maja 2011)
- Ewa Kocemba (17 maja 2011 – 1 grudnia 2014)
- Jarosław Gęborys (1 grudnia 2014 – 7 maja 2024)
- Małgorzata Krzyszkowska (od 7 maja 2024)[24]